# ابیگر
ابیگر (به لاتین: Abbigere) یک روستا در هند با جمعیت ۷۵ نفر است که در کارناتاکا واقع شده‌است.